# 가와세촌 (에히메현)
가와세촌(川瀬村)은 에히메현 가미우케나군에 설치되었던 촌이다. 현재의 구마코겐정 북동부에 해당한다.